# Église Saint-Michel de Munich
L’église Saint-Michel est un large édifice religieux catholique sis au centre de la ville de Munich, en Bavière (Allemagne). De style Renaissance finissant, l'église fut construite avec le collège (de 1585 à 1597) par Guillaume V, duc de Bavière, pour les activités religieuses du collège jésuite y attenant. Sa crypte est la nécropole des ducs de Bavière. Le bâtiment exprime bien dans son architecture le passage de l’époque Renaissance à celle du Baroque.

## Origine
Désireux, comme ses deux prédécesseurs, de relever le catholicisme dans ses États ,, Guillaume V encourage les jésuites dans leurs œuvres d’éducation et de prédication et construit pour eux un nouveau collège avec une église: c'est l’église Saint-Michel. Le duc a pour but de contenir l’influence et la pénétration du protestantisme en Bavière. La première pierre de l’édifice est posée en 1585, dans un quartier très fréquenté de Munich. Dans un premier stade la construction de l’édifice suit le modèle de toutes les églises baroques jésuites, à savoir l’église du Gesù à Rome. Lorsque le clocher s’effondre (en 1590) avant même que le bâtiment soit terminé, les plans sont radicalement modifiés par l’architecte Friedrich Sustris (en) : le transept est élargi et un chœur est ajouté. La consécration de l’église a lieu en 1597.

## Architecture

### Extérieur
- L’impressionnante façade combine des éléments structurellement baroques dans son triple niveau surmonté d’un fronton et soutenus de discrets piliers (plutôt que de colonnes). La décoration cependant, marque nettement un début de classicisme dans sa recherche de lignes symétriques et son maniérisme. Si, entre les deux portes d’entrée se trouve la statue traditionnelle de l’archange saint Michel tuant l’ennemi de la foi, aux niveaux supérieurs de la façade les niches contiennent des statues des seigneurs de la famille de Bavière et non des saints comme on pourrait s’y attendre.

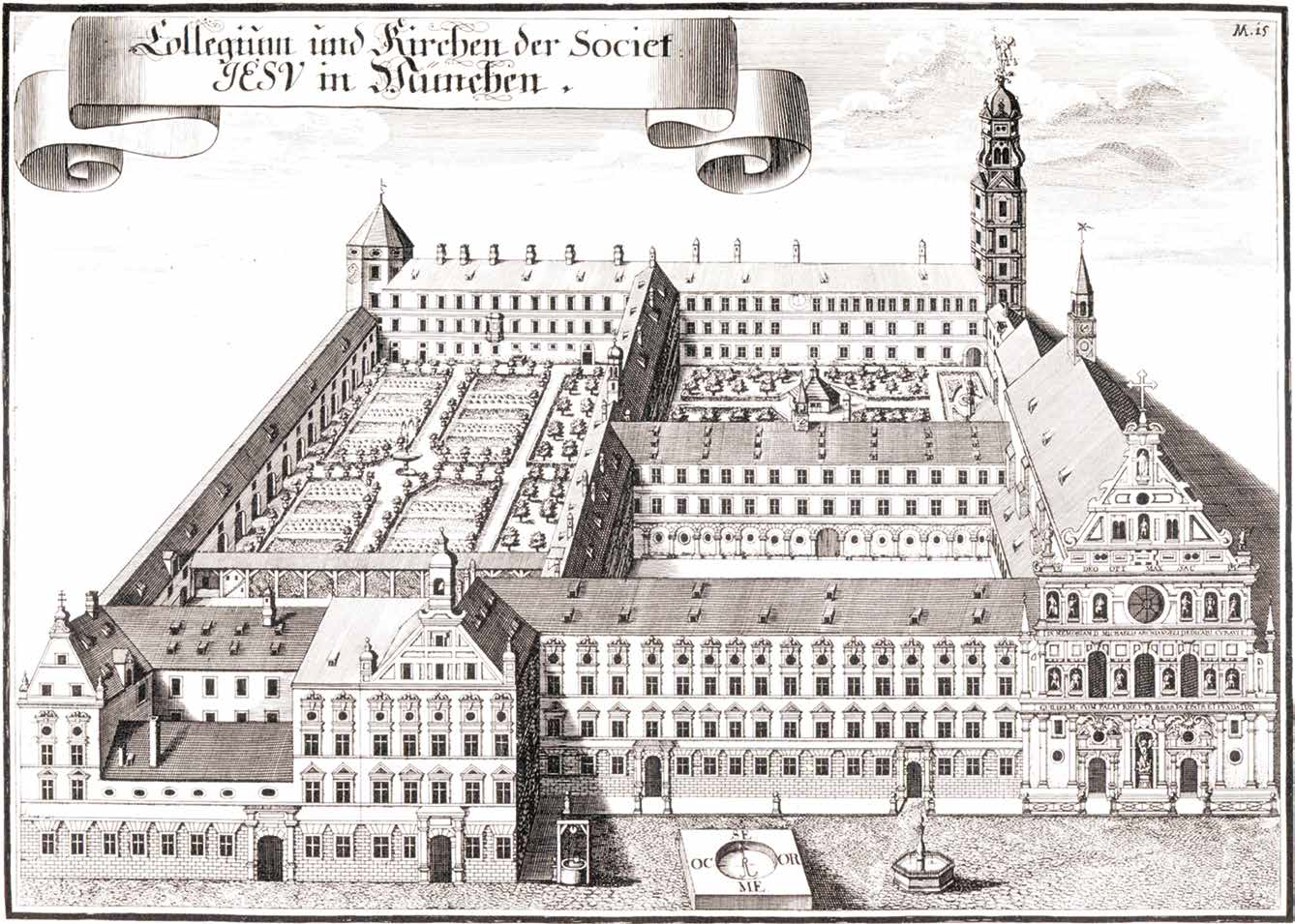
L’église (à droite) faisait partie de l’ancien collège des Jésuites de Munich

### Intérieur
- La voûte en berceau de la nef est une des plus larges connues (après Saint-Pierre de Rome). Dans l’abside, le chœur conduit à un autel principal surmonté d’un tableau représentant la chute des anges rebelles (de Christoph Schwarz), et plus haut, de la statue du Christ rédempteur (de Hubert Gérard) et du monogramme jésuite traditionnel : IHS. Fortement endommagée durant la Seconde Guerre mondiale, l’église fut restaurée de 1946 à 1948.

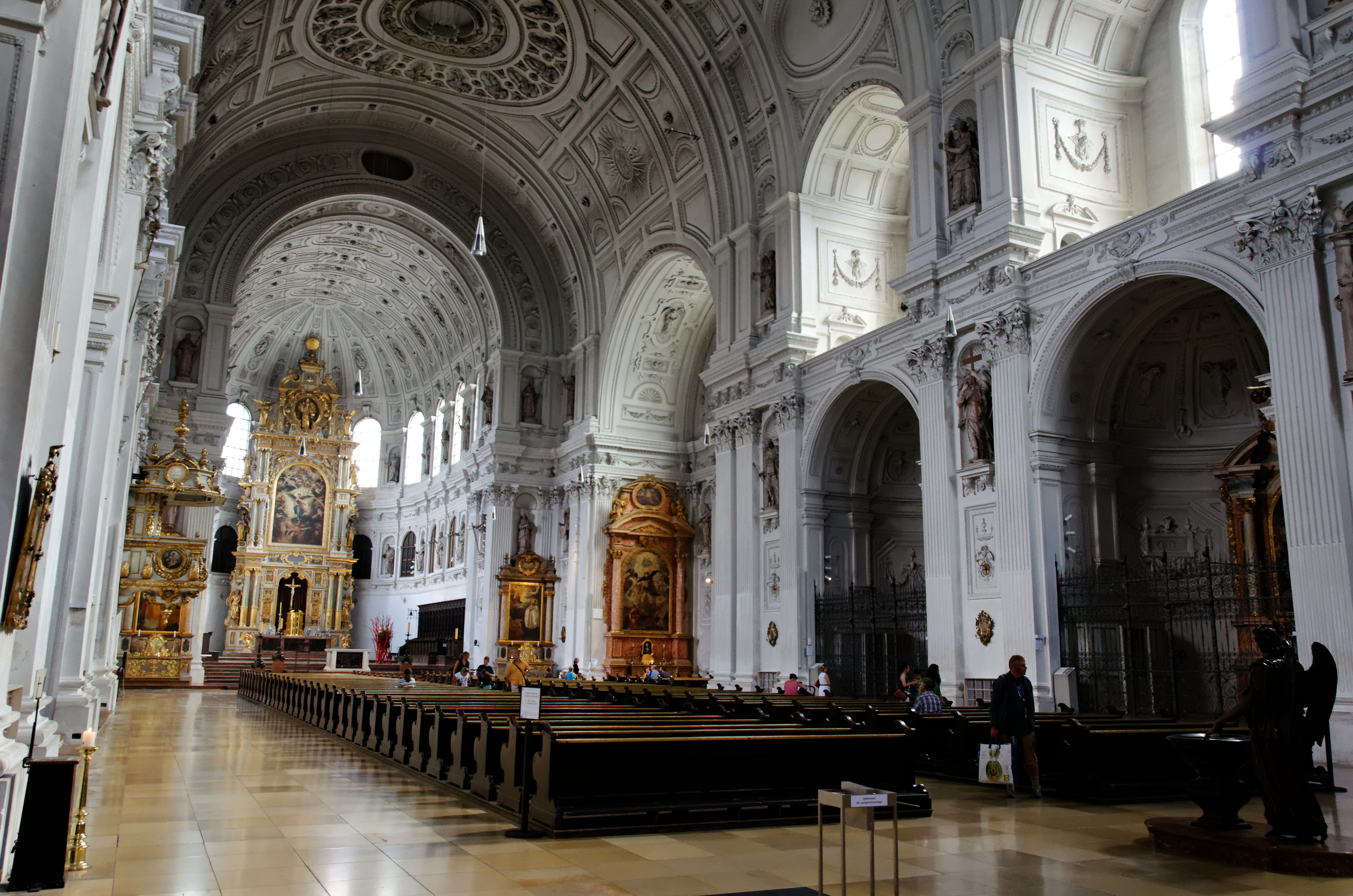
Vue de la nef et de la voûte
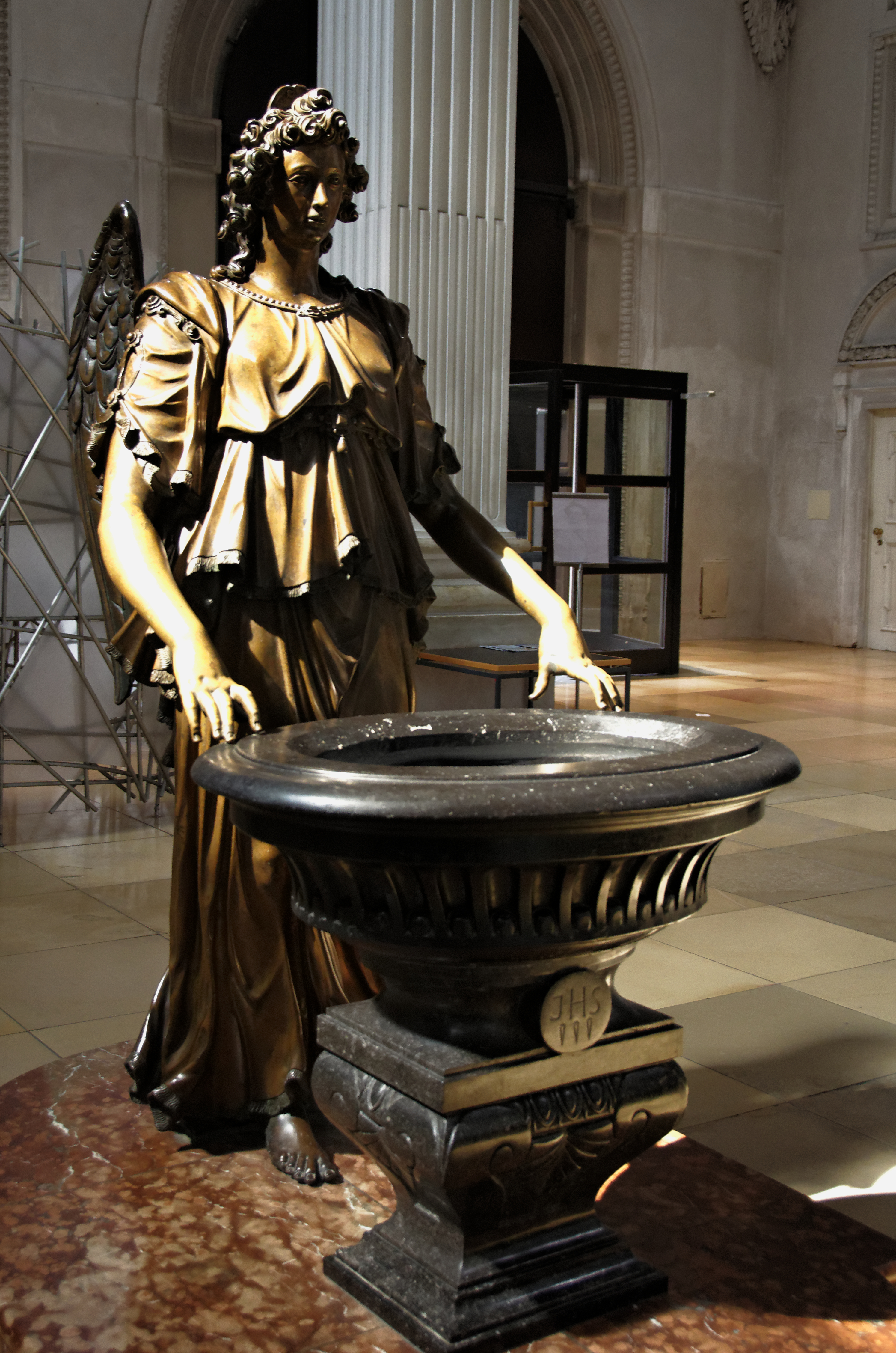
Ange de Hubert Gerhard

## Crypte royale

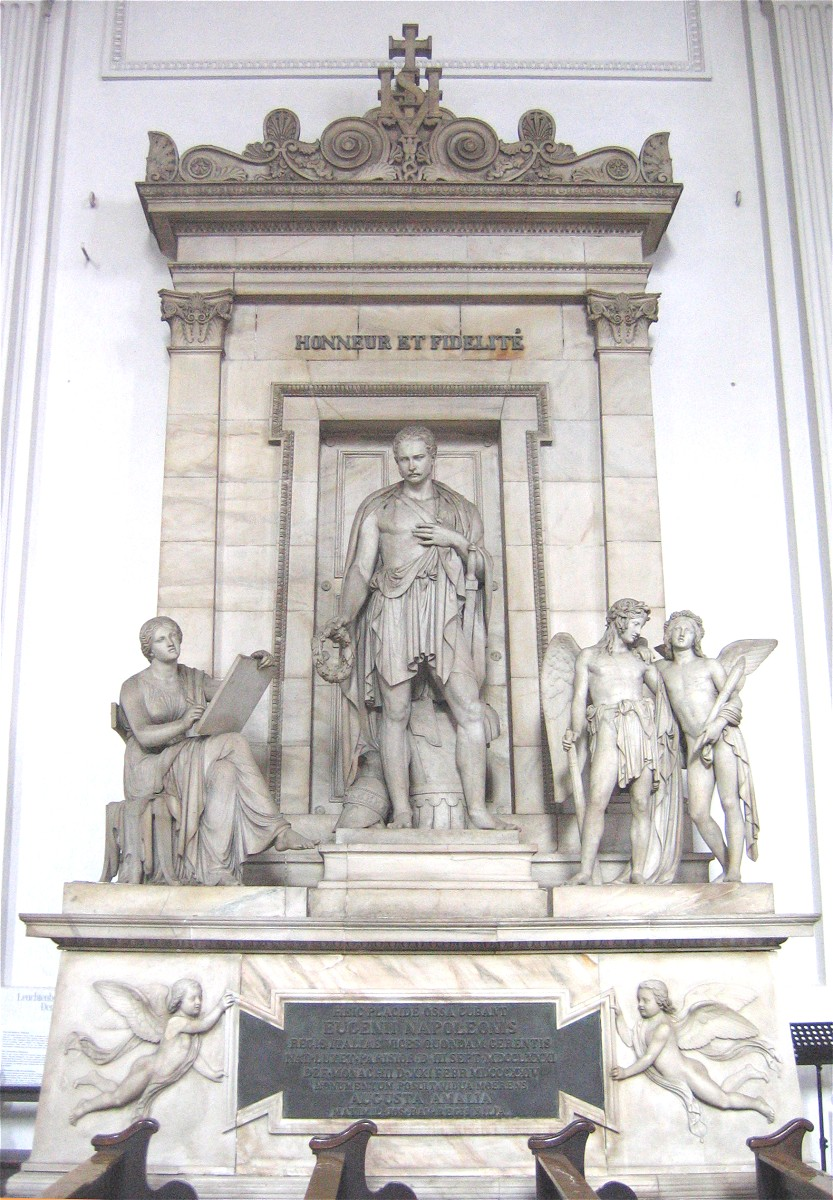
Monument à Eugène de Beauharnais par Bertel Thorvaldsen.

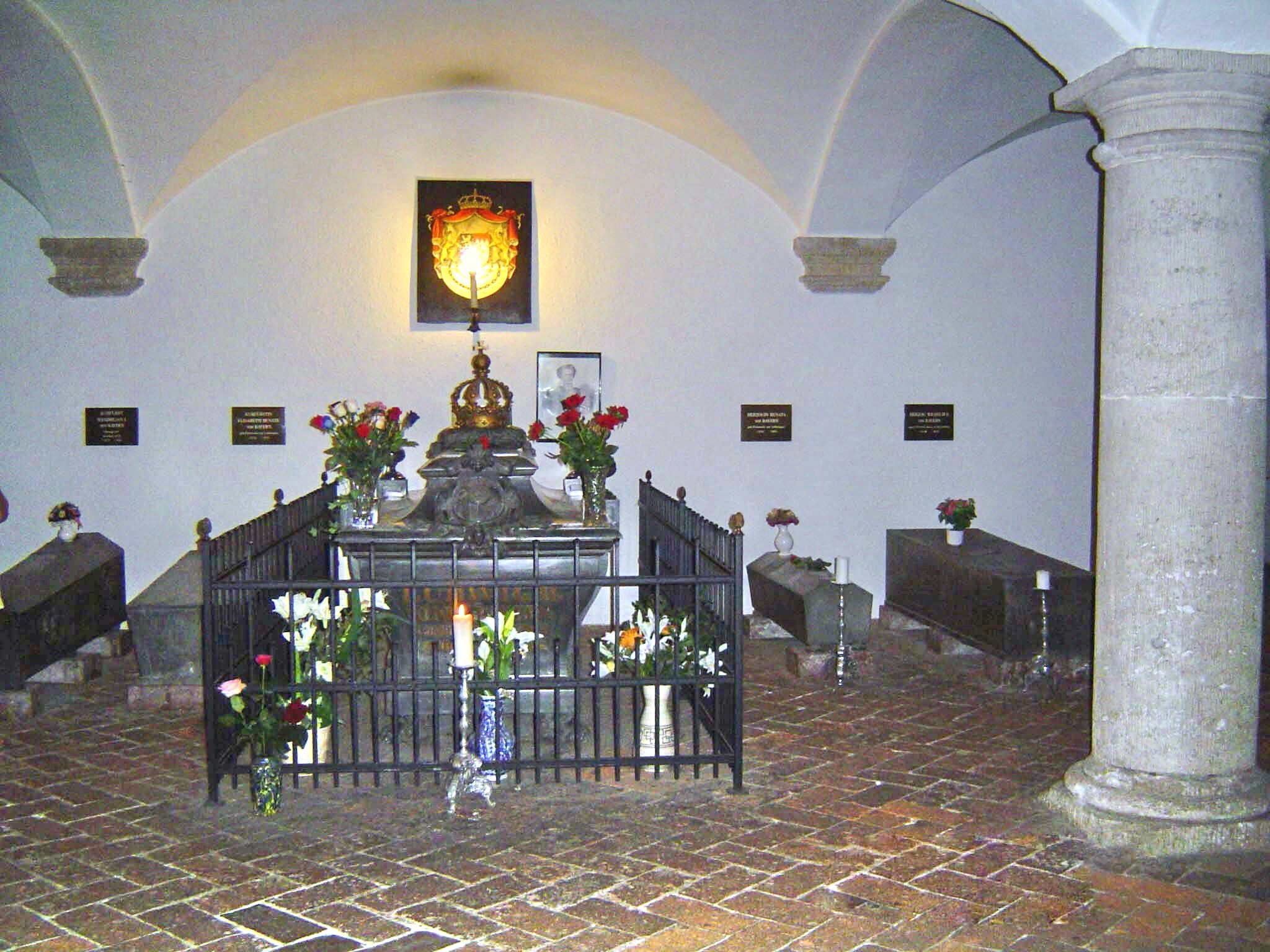
Vue de la crypte avec au centre le tombeau de Louis II de Bavière.

Par la volonté de Guillaume V, l’église devait également servir de nécropole pour les membres de la famille Wittelsbach, les seigneurs de Bavière. Ainsi la crypte, sous le chœur, contient les tombeaux du duc de Bavière  Guillaume V de Bavière, du duc puis électeur de Bavière Maximilien Ier de Bavière et des rois de Bavière Louis II de Bavière et Othon Ier de Bavière.
La crypte contient également le tombeau d'Eugène de Beauharnais dont un cénotaphe se trouve dans la nef de l’église. Fils de Joséphine de Beauharnais - et adopté par Napoléon Ier - Eugène de Beauharnais épousa une fille de Maximilien Ier de Bavière dont il eut plusieurs enfants. Fait duc de Leuchtenberg, et très aimé des Bavarois, il mourut à Munich en 1824.
La crypte contient les tombeaux de :
1. Guillaume V de Bavière, duc de Bavière (29 septembre 1548 - 7 février 1626) -  (fils d'Albert V de Bavière)
2. Renée de Lorraine (20 avril 1544 - 22 mai 1602) -  (épouse de Guillaume V de Bavière)
3. Ferdinand Guillaume (25 août 1620 - 23 octobre 1629) -  (fils d'Albert VI de Bavière, petit-fils de Guillaume V de Bavière)
4. Jean Frédéric (12 janvier 1604 - 30 novembre 1632) -  (fils de George Gustave, comte palatin de Veldenz)
5. Maximilien Ier de Bavière, duc de Bavière puis électeur de Bavière (17 avril 1573 - 27 septembre 1651) -  (fils de Guillaume V de Bavière)
6. Élisabeth de Lorraine (9 octobre 1574 - 4 janvier 1635) -  (1re épouse de Maximilien Ier de Bavière)
7. Marie-Anne d'Autriche (10 juillet 1610 - 25 septembre 1665) -  (2e épouse de Maximilien Ier de Bavière)
8. Maximilien-Philippe de Bavière (30 septembre 1638 - 20 mars 1705) -  (fils de Maximilien Ier de Bavière)
9. Mauricette-Fébronie de La Tour d'Auvergne (12 avril 1652 - 20 juin 1706) -  (épouse de Maximilien-Philippe de Bavière)
10. Joseph Charles de Sulzbach (2 novembre 1694 - 18 juillet 1729) -  (Fils de Théodore Eustache de Sulzbach)
11. Élisabeth Auguste Sophie de Neubourg (17 mars 1693 - 30 janvier 1728) -  (épouse de Joseph Charles de Sulzbach)
12. Charles Philippe de Sulzbach (17 mars 1718 - 31 mars 1724) -  (Fils de Joseph Charles de Sulzbach)
13. Charles Philippe de Sulzbach (24 novembre 1725 - 6 mai 1727) -  (Fils de Joseph Charles de Sulzbach)
14. Thérèse-Emmanuel (22 juillet 1723 - 27 mars 1743) -  (fille de Ferdinand Marie Innocent de Bavière)
15. Thérèse-Bénédicte (6 décembre 1725 - 29 mars 1743) -  (fille de Charles VII du Saint-Empire)
16. Élisabeth-Auguste de Palatinat-Soulzbach (17 janvier 1721 - 17 août 1794) -  (1re épouse de Charles Théodore de Bavière)
17. Frédéric de Deux-Ponts-Birkenfeld (27 février 1724 - 15 août 1767) -  (fils de Christian III de Deux-Ponts-Birkenfeld)
18. Charles II Auguste de Palatinat-Deux-Ponts (29 octobre 1746 - 1er avril 1795) -  (fils de Frédéric de Deux-Ponts-Birkenfeld)
19. Clément Auguste (18 septembre 1749 - 19 juin 1750) -  (fils de Frédéric de Deux-Ponts-Birkenfeld)
20. Eugène de Beauharnais (3 septembre 1781 - 21 février 1824) -  (fils d'Alexandre de Beauharnais)
21. Augusta-Amélie de Bavière (21 juin 1788 - 13 mai 1851) -  (épouse d'Eugène de Beauharnais)
22. Caroline de Leuchtenberg (16 janvier 1816 - 25 janvier 1816) -  (fille d'Eugène de Beauharnais)
23. Adalbert de Bavière (26 août 1828 - 21 septembre 1875) -  (fils de Louis Ier de Bavière)
24. Amélie d'Espagne (12 octobre 1834 - 27 août 1905) -  (épouse d'Adalbert Wilhem de Bavière)
25. Louis-Ferdinand de Bavière (22 octobre 1859 - 23 novembre 1949) -  (fils d'Adalbert Wilhem de Bavière)
26. María de la Paz de Borbón (23 juin 1862 - 4 décembre 1946) -  (épouse de Louis-Ferdinand de Bavière)
27. Alphonse de Bavière (24 janvier 1862 - 8 janvier 1933) -  (fils d'Adalbert Wilhem de Bavière)
28. Louise d'Orléans (19 juillet 1869 - 4 février 1952) -  (épouse d'Alphonse de Bavière)
29. Louis II de Bavière, roi de Bavière (25 août 1845 - 13 juin 1886) (fils de Maximilien II de Bavière et de Marie de Hohenzollern)
30. Othon Ier de Bavière, roi de Bavière (27 avril 1848 - 11 octobre 1916) (fils de Maximilien II de Bavière et de Marie de Hohenzollern)

À côté de la crypte se trouve un columbarium qui renferme les restes de :
1. Léopold de Bavière (9 février 1846 - 28 septembre 1930) -  (fils de Léopold de Wittelsbach)
2. Gisèle d'Autriche (12 juillet 1856 - 27 juillet 1932) -  (épouse de Léopold de Bavière)
3. Elvire de Bavière (22 novembre 1868 - 1er avril 1943) -  (fille de Adalbert Wilhem de Bavière)
4. Claire de Bavière (11 octobre 1874 - 29 mai 1941) -  (fille de Adalbert Wilhem de Bavière)
5. François Marie Luitpold de Bavière (10 octobre 1875 - 25 janvier 1957) -  (fils de Louis III de Bavière)
6. Isabelle de Croy (7 octobre 1890 - 30 mars 1982) -  (épouse de François Marie Luitpold de Bavière)
7. Joseph Clément de Bavière (25 mai 1902 - 8 janvier 1990) -  (fils de Alphonse de Bavière)
8. Marie de Bavière (mort-née le 3 janvier 1953) -  (fille de Louis de Bavière)
9. Philippa de Bavière (mort-née le 26 juin 1954) -  (fille de Louis de Bavière)